# Italophiopsis derasmoi
Italophiopsis derasmoi è un pesce osseo estinto, appartenente agli ionoscopiformi. Visse nel Cretaceo inferiore (Albiano, circa 112 milioni di anni fa) e i suoi resti fossili sono stati ritrovati in Italia.

## Descrizione
Questo pesce possedeva un corpo abbastanza allungato e slanciato. Le pinne pettorali erano allungate e strette, particolarmente sviluppate, lunghe circa quanto il cranio. La pinna dorsale era situata relativamente indietro lungo il corpo, ed era sostenuta da raggi la cui lunghezza decresceva regolarmente verso l'indietro. La pinna anale e le pinne pelviche erano piuttosto ridotte, mentre la pinna caudale era semi-eterocerca e dotata di un lobo superiore più sviluppato. 
Italophiopsis era caratterizzato da parietali e dermopterotici di eguale lunghezza, ossa infraorbitali non ornamentate e vertebre diplospondile nella regione caudale, tutte caratteristiche che si riscontrano anche nell'affine Ophiopsis. Tuttavia, Italophiopsis era contraddistinto anche da creste e fosse sulle prime vertebre addominali e scaglie ovoidali sottili, leggermente ornamentate, che preannunciano le fosse laterali sulle vertebre e le scaglie simile a quelle degli amiiformi che si rinvengono in Ionoscopus. Come quest'ultimo, inoltre, Italophiopsis aveva circa 20 supraneurali tra la testa e la pinna dorsale. 

## Classificazione
Italophiopsis è un membro degli ionoscopiformi, un gruppo di pesci alecomorfi affini agli amiiformi, particolarmente diffusi nel corso del Mesozoico. In particolare, sembra che Italophiopsis occupasse una posizione evolutiva intermedia tra gli Ophiopsidae (genere Ophiopsis) e gli Ionoscopidae (come Ionoscopus). Pertanto Italophiopsis è stato ascritto a una famiglia a sé stante (Italophiopsidae).
Italophiopsis derasmoi venne descritto per la prima volta nel 2017, sulla base di resti fossili ritrovati nel famoso giacimento di Pietraroja, nella provincia di Benevento (Italia), dove è stata rinvenuta un'interessante fauna a pesci, anfibi e rettili, tra cui anche il dinosauro Scipionyx samniticus (soprannominato Ciro).